# كليفورد ألبوت
السير توماس كليفورد ألبوت (بالإنجليزية: Thomas Clifford Allbutt)‏ ـ (20 يوليو 1836 ـ 22 فبراير 1925) هو طبيب إنجليزي، عُرف باختراعه المحرار (الترمومتر) الطبي.
ولد كليفورد ألبوت في ديوزبيري بمقاطعة يوركشاير الإنجليزية، وكان أبوه رجل دين. تعلم كليفورد في مدرسة القديس بطرس في يورك وكلية كايوس في كامبريدج، حيث تخرج سنة 1859، وحصل على مرتبة الشرف الأولى في العلوم الطبيعية سنة 1860. بدأ دراسة الطب في مستشفى سانت جورج بلندن، حيث حصل على بكالوريوس الطب من جامعة كامبردج سنة 1861، ثم سافر إلى باريس، حيث تتلمذ على أرمان تروسو، ودوشين دي بولوني، وبيير أنطوان إرنست بازان. انتخب ألبوت زميلًا للجمعية الملكية سنة 1890، أثناء عمله في مستشفى ليدز العام (1861 ـ 1889).
عُين ألبوت أستاذًا متميزًا للطب بجامعة كامبردج سنة 1892، وحصل على لقب «سير» سنة 1907، وتوفي في كامبردج سنة 1925.

## روابط خارجية
- كليفورد ألبوت على موقع الموسوعة البريطانية (الإنجليزية)